# Barahna myall
Espèce
Barahna myall est une espèce d'araignées aranéomorphes de la famille des Desidae.

## Distribution
Cette espèce est endémique de l'Est de la Nouvelle-Galles du Sud en Australie,.

## Description
Les mâles mesurent de 3,6 à 5,6 mm et les femelles de 5,2 à 6,5 mm.

## Étymologie
Son nom d'espèce lui a été donné en référence au lieu de sa découverte, les lacs Myall.

## Publication originale
- Davies, 2003 : Barahna, a new spider genus from eastern Australia (Araneae: Amaurobioidea). Memoirs of the Queensland Museum, vol. 49, no 1, p. 237-250 (texte intégral).